# Maddie Taylor
Maddie Taylor (Flint, 31 dicembre 1966) è una doppiatrice e disegnatrice statunitense.
Nata come Matthew W. Taylor nel 2016 ha fatto coming out come donna transgender bisessuale. Per rispecchiare il fatto Donnie Dufresne, un personaggio maschile che doppiava in A casa dei Loud, ha cambiato nome in Dana.

## Doppiaggio

### Film d'animazione
- Deni, Buddy in Boog & Elliot - A caccia di amici, Boog & Elliot 2, Boog & Elliot 3 (2006-2011)
- Hamilton Pig, Acrobat Pig in Angry Birds - Il film (2016)
- Voci aggiuntive in Rock Dog (2017)
- Glinara in Playmobil: The Movie (2019)

### Serie televisive d'animazione
- George W. Bush in South Park episodio 9x10 (2006)
- Sparky, Anti-Sparky e altri in Due fantagenitori (2013-2017)
- Klaptrap in T.U.F.F. Puppy (2010-2015)
- Glomp, Hoogi in Mixels (2014)
- Winston in The Tom & Jerry Show (2014)
- Pizza Lord in Breadwinners - Anatre fuori di testa (2015)
- Dana Dufersne (precedentemente Donnie) in A casa dei Loud (2016-)
- Torga in My Dad the Bounty Hunter (2023)

### Videogiochi
- Voci aggiuntive in Lightning Returns: Final Fantasy XIII (2013)
- Claire in Cyberpunk 2077 (2020)

### Pubblicità
- Cheesasaurus Rex per Kraft Mac & Cheese